# Vizsoly
Vizsoly là một thị trấn thuộc hạt Borsod-Abaúj-Zemplén, Hungary. Thị trấn này có diện tích 18,41 km², dân số năm 2010 là 845 người, mật độ 46 người/km².